# Blitzboje
Eine Blitzboje oder Markierungsblitzboje ist ein in der Schifffahrt, vor allem in der Sportschifffahrt, eingesetztes Rettungshilfsmittel, um eine über Bord gefallene Person in der Nacht oder bei unsichtigem Wetter wiederfinden zu können.

## Aufbau und Funktion
Bei einer Blitzboje handelt es sich um einen schwimmfähigen Kunststoffkörper mit einem elektrischen Blitzlicht, das sich nach Ausbringung ins Wasser automatisch aktiviert. Der untere Schaft von Blitzbojen ist beschwert, so dass sie immer aufrecht schwimmen und sich das Licht dabei oberhalb der Wasseroberfläche befindet. Das Licht wird in der Regel in aufrechter Lage der Boje – d. h. in der Schwimmposition – automatisch aktiviert. Blitzbojen werden daher, sei es am Schiff oder Boot oder anderswo, auf dem Kopf stehend aufbewahrt, so dass das Licht nicht ständig aktiviert ist. Um im Notfall einen schnellen Zugriff zu haben, sind Blitzbojen bei Sportbooten meist am Heckkorb der Plicht befestigt.